# 非常校護檔案
《非常校護檔案》（：／），9月25日正式上線，由電影《沒有秘密》的李京美導演與原作作家鄭世朗合作打造，為2020年Netflix韓國原創劇集。

## 演員陣容

### 主要人物
| 演員   | 角色   | 介紹                                                                                   |
| 鄭裕美 | 安恩英 | 校護（保健教師）。從出生時就擁有助人的命運，擁有能夠看到他人無法看見的「果凍」的能力。 |
| 南柱赫 | 洪仁杓 | 漢文老師，因車禍而有些不良於行。爺爺為木蓮高級中學創辦人，為完成爺爺心願而在學校任職。 |

### 其他人物
| 演員   | 角色   | 介紹                       |
| 李周英 | 韓亞凜 | 生命科學老師。             |
| 劉台午 | 麥肯錫 | 雙語會話老師。             |
| 崔俊英 | 金江善 | 恩英的國中同學。           |
| 金美秀 | 黃佳英 | 仁杓的小學同學。           |
| 文素利 | 華秀   | 恩英的朋友。               |
| 韓宇碩 | 吳昇權 | 二年六班學生，喜歡成亞拉。 |
| 朴惠恩 | 成亞拉 |                            |
| 權英燦 | 李智亨 | 貧戶學生，一直想進入籃球社 |
| 朴世真 | 張蕾狄 | 學生藝人                   |
| 宋熙俊 | 白惠敏 | 食螨者，以食用疥螨為生     |
| 沈達琪 | 許婉秀 |                            |
| 李碩亨 | 姜閔宇 |                            |
| 吳京華 | 吳京華 |                            |
| 高允貞 | 崔有珍 | 奇聖女高已死去的高中生     |

## 外部連結
- 在Netflix上觀看《非常校護檔案》